# Juch
Juch (bret. Ar Yeuc'h) – miejscowość i gmina we Francji, w regionie Bretania, w departamencie Finistère.
Według danych na rok 1990 gminę zamieszkiwało 751 osób, a gęstość zaludnienia wynosiła 52 osoby/km² (wśród 1269 gmin Bretanii Juch plasuje się na 691. miejscu pod względem liczby ludności, natomiast pod względem powierzchni na miejscu 688.).